# Matti Amadhila
Matti Amadhila (* 20. Jahrhundert) ist ein namibischer Pastor und Politiker.
Amadhila besuchte in den 1960er Jahren die Sekundarschule in Ongwediva. Dort traf er unter anderem auf Nangolo Mbumba und Nahas Angula.
Amadhila war 1989 Mitglied der Verfassunggebenden Versammlung Namibias. Anschließend war er Mitglied des 1. Parlaments der namibischen Nationalversammlung. Ende der 1980er Jahre diente er als Assistent von Bischof Kleopas Dumeni der Evangelisch-Lutherischen Kirche in Namibia.
Matti Amadhila heiratete 1989 im Exil im angolanischen Lubango Tulihongeni Tuyenekelao Amadhila, geborene Shiluwa. Die Ehe wurde 1996 geschieden.